# Sant’Egidio del Monte Albino
Sant’Egidio del Monte Albino ist eine italienische Gemeinde mit 8765 Einwohnern (Stand 31. Dezember 2023) in der Provinz Salerno in der Region Kampanien. Sie gehört zur Bergkommune Comunità Montana Penisola Amalfitana.

## Geografie
Die Nachbargemeinden sind Angri, Corbara, Pagani, San Marzano sul Sarno und Tramonti. Die Ortsteile sind Orta Loreto und San Lorenzo.